# Ониськівська сільська рада
Они́ськівська сільська́ ра́да — колишній орган місцевого самоврядування у Кривоозерському районі Миколаївської області. Адміністративний центр — село Ониськове.

## Загальні відомості
- Населення ради: 1 040 осіб (станом на 2001 рік)

## Населені пункти
Сільській раді підпорядковані населені пункти:
- с. Ониськове
- с. Голоскове

## Склад ради
Рада складається з 14 депутатів та голови.
- Голова ради: Балик Володимир Васильович
- Секретар ради: Цуканова Людмила Василівна

### Керівний склад попередніх скликань
| Прізвище, ім'я, по батькові | Основні відомості                                   | Дата обрання | Дата звільнення |
| --------------------------- | --------------------------------------------------- | ------------ | --------------- |
| Балик Володимир Васильович  | Сільський голова, 1971 року народження, освіта вища | 26.03.2006   | 31.10.2010      |
| Балик Володимир Васильович  | Сільський голова, 1971 року народження, освіта вища | 31.10.2010   |                 |

Примітка: таблиця складена за даними сайту Верховної Ради України